# Утисайваитё (станция)
Станция Утисайваитё (яп. 内幸町駅 утисайваитё: эки) — железнодорожная станция на линии Мита расположенная в специальном районе Тиёда, Токио. Станция обозначена номером I-07. На станции установлены автоматические платформенные ворота.

## Планировка станции
Одна платформа островного типа и 2 пути.
| 1 | ○ Линия Мита | Мэгуро, Хиёси                       |
| 2 | ○ Линия Мита | Отэмати, Сугамо, Ниси-Такасимадайра |

## Близлежащие станции
| «        |  | Линия      |  | »     |
| -------- |  | ---------- |  | ----- |
| Онаримон |  | Линия Мита |  | Хибия |